# Långvattnet (Lits socken, Jämtland)
Långvattnet är en sjö i Ragunda kommun och Östersunds kommun i Jämtland och ingår i Indalsälvens huvudavrinningsområde. Sjön har en area på 0,343 kvadratkilometer och ligger 363 meter över havet.

## Delavrinningsområde
Långvattnet ingår i det delavrinningsområde (702769-148340) som SMHI kallar för Inloppet i Greningssjön. Medelhöjden är 358 meter över havet och ytan är 17,52 kvadratkilometer. Räknas de 2 avrinningsområdena uppströms in blir den ackumulerade arean 44,66 kvadratkilometer. Mörtån (Blekån) som avvattnar avrinningsområdet har biflödesordning 2, vilket innebär att vattnet flödar genom totalt 2 vattendrag innan det når havet efter 191 kilometer. Avrinningsområdet består mestadels av skog (68 procent) och sankmarker (23 procent). Avrinningsområdet har 0,42 kvadratkilometer vattenytor vilket ger det en sjöprocent på 2,4 procent.